# Гиероглифов, Александр Степанович
Александр Степанович Гиероглифов (3 (15) ноября 1825, Пенза — 29 декабря 1900 (11 января 1901), Царское Село) — русский журналист и переводчик.

## Биография
Согласно статье исследователя И. А. Щурова в Краткой литературной энциклопедии, Гиероглифов родился в семье священника (место его рождения не уточняется). Фамилия Гиероглифов — семинарская. Окончил Тамбовскую гимназию, после чего переехал в Санкт-Петербург, где обучался в Медико-Хирургической академии, но курса не окончил. С конца 1850-х годов начал профессионально заниматься журналистикой.
Согласно статье исследователя Е. Ю. Буртиной в биографическом словаре «Русские писатели 1800—1917», Гиероглифов родился в Пензе в семье чиновника, выходца из духовного сословия, получившего дворянство. В 1841 году поступил на службу чиновником в Пензе, в 1845 году переехал в Санкт-Петербург, где работал в министерстве государственных имуществ. В 1857 году вышел в отставку, но позднее поступил на службу в министерстве финансов, где служил в 1863—74 и 1882—95 годах; вышел в отставку с чином статского советника. 
В 1859 году Гиероглифов был нанят редакцией журнала «Музыкальный и театральный вестник» вести раздел театральной критики — «Театральную летопись». В начале 1860-х годов был редактором изданий «Гудок» и «Русский мир» (до 1863 года). С 1867 по 1872 году работал в периодическом издании «Всемирный труд», а в 1875—76 годах издавал иллюстрированный журнал «Пчела» (большинство иллюстраций выполнил художник и скульптор М. О. Микешин). В 1881 году был редактором газеты «Гласность».
Кроме того, статьи Гиероглифова в 1860-е годы можно было встретить в изданиях: «Отечественные Записки», «Русское Слово», «Народное богатство», «Русский инвалид» и некоторых других.
Гиероглифов был первым издателем романа «Записки из Мёртвого дома» Ф. М. Достоевского, за права на публикацию которого в журнале «Русский мир» заплатил писателю 700 рублей серебром. Неоднократно издавал также произведения А. Ф. Писемского, сотрудничал с Д. Д. Минаевым.
Как колумнист, Гиероглифов был заметной фигурой политической и художественной полемики в России в конце 1850-х — начале 1880-х годов. Перу Гиероглифова принадлежали проникновенные некрологи Николаю Добролюбову («Похороны Добролюбова», «Русский мир», 1861, № 91) и Фёдору Достоевскому («Гласность», 1881, 24 янв.). Он был известен также восторженным отзывом на премьеру пьесы А. Н. Островского «Гроза» (статья «Новая драма Островского "Гроза"», «Музыкальный и театральный вестник», 1859, No 48), статьёй с анализом произведения А. С. Грибоедова («О характере Софьи в „Горе от ума“», там же, 1859, No 51). На роман И. С. Тургенева «Отцы и дети» Гиероглифов откликнулся статьёй «Любовь и нигилизм» (журнал «Русское слово», 1863, № 1). 
Либеральные времена Александровского царствования способствовали размаху карьеры Гиероглифова, как журналиста. Гиероглифов был горячим сторонником освобождения крестьян (статья «Современная летопись», «Русское слово», 1861, № 3) и уменьшения влияния цензуры (статья «Об отношении правительства к литературе в России и других европейских государствах», «Русский мир», 1862, № 13). 
По мнению И. Щурова, выступая за свободу слова, и даже назвав одну из своих газет термином «Гласность», Гиероглифов поддерживал свободное распространение марксистской литературы, однако сам социалистом не был и радикальные идеи не разделял. 
Напротив, по мнению исследователя Е. Ю. Буртиной, Гиероглифов на протяжении своей жизни разделял самые разнообразные взгляды, включая: социализм, идеи Герцена, либерализм, панславизм, причём эта идеологическая «непредсказуемость» Гиероглифова ставила его современников в тупик. По мнению Буртиной, в Третьем Отделении журналиста считали, особенно поначалу, сторонником взглядов Герцена и Чернышевского (в январе 1859 года он даже подвергся недельному аресту за распространение запрещённых сочинений Герцена); в леворадикальных же кругах к Гиероглифову относились, как к либералу. 
Как переводчик, Гиероглифов познакомил русских читателей с трудами нескольких видных европейских учёных: историков Л. Ранке и Ж. Мишле, искусствоведа И. Тэна, экономиста Ф. Бастиа и других. Некоторые книги, которые пытался издать Гиероглифов (а именно, «Записки декабриста» А. Е. Розена и «О причинах упадка Франции», включавшую в себя одну из работ П.-Ж. Прудона) даже в либеральные Александровские годы не были пропущены цензурой, и их издание было запрещено. 
Длительная карьера Гиероглифова в качестве журналиста неоднократно сопровождалась скандалами. Так, в 1862 году начался судебный спор между ним и издателем Ф. Т. Стелловским за права на издание «Гудка» и «Русского мира». В 1863 году оба издания были приостановлены вплоть до решения суда, однако, в итоге, так и не возобновились. 17 апреля 1876 год Гиероглифов устроил скандал в книжном магазине А. Ф. Базунова: разбил стёкла в двери и нахамил приказчикам; это дело разбиралось в мировом суде и нашло отражение в дневниках Ф. Достоевского. Из журнала «Пчела» Гиероглифов был практически вытеснен своим деловым партнёром и соредактором, скульптором Микешиным, о чём во всеуслышание заявил в своей новой газете «Гласность» (Статья «Проделки академика М. О. Микешина», 1881, 24 января).
С гибелью императора Александра Второго и окончанием периода реформ закончилась и наиболее активная фаза карьеры Гиероглифова. Он скончался 20 лет спустя в Царском Селе. Некрологи Гиероглифову напечатали многие крупные периодические издания.